# Heinrich Prade

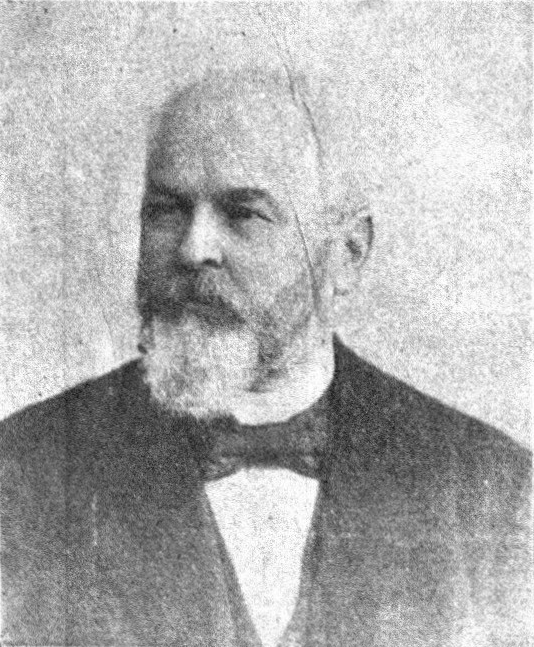
Heinrich Prade (vor 1908)

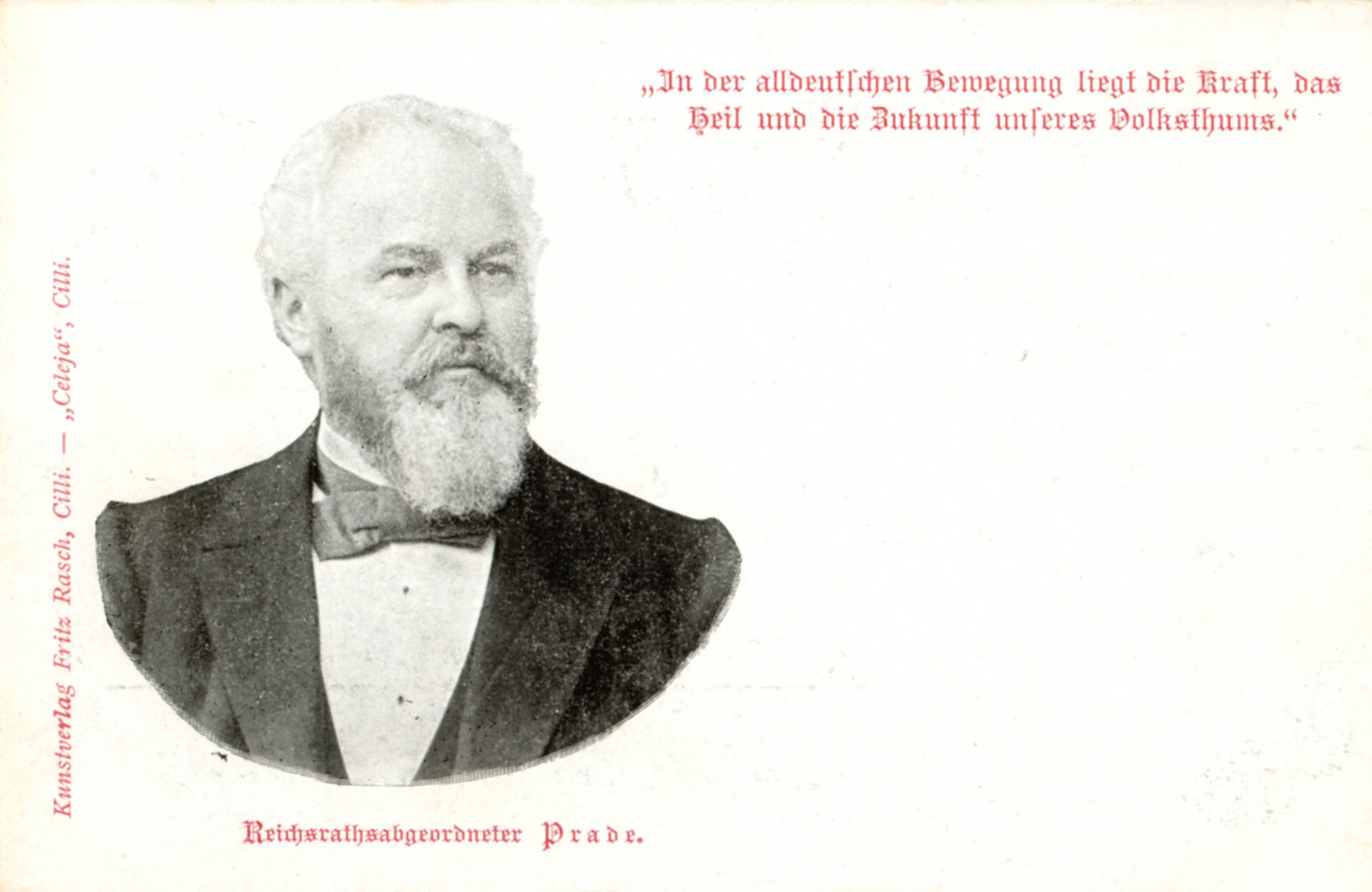
Heinrich Prade auf einer Propagandapostkarte

Heinrich Prade (* 5. Juni 1853 in Reichenberg; † 22. April 1927 in Wien) war ein österreichisch-böhmischer Politiker (Deutsche Volkspartei). Er war Vizebürgermeister von Reichenberg, Abgeordneter zum Böhmischen Landtag, Abgeordneter zum Österreichischen Abgeordnetenhaus und Minister im Kabinett Beck.
Zwei seiner Enkelkinder sind Heinrich Appelt und Hans Heinrich Jantsch.

## Ausbildung und Beruf
Prade wurde als Sohn eines Wollfabrikanten in Reichenberg geboren. Er absolvierte die Ober-Realschule in Reichenberg und arbeitete einige Jahre in der väterlichen Fabrik. Er trat später als Beamter in den Dienst der Südnorddeutschen Verbindungsbahn und war ab 1871 als Beamte der deutschen Versicherungsgesellschaft Concordia tätig. Ab 1885 arbeitete Prade als selbständiger Kaufmann in Reichenberg und gründete in diesem Jahr die Reichenberger „Deutschen Volkszeitung“.
Ab 1892 stand Prade der von ihm gegründeten Gemeindesparkasse der Stadt Reichenberg als Direktor vor, zudem war er zwischen 1908 und 1909 General-Rat der Österreichisch-ungarischen Bank sowie zwischen 1909 und 1914 Präsident der Österreichischen Industrie- und Handelsbank, an deren Gründung er führend beteiligt gewesen war. Seine Stellung als Oberkurator der Versicherungsgesellschaft „Janus“ hatte Prade bis nach 1918 inne.

## Politische Karriere
Prade wurde 1885 in den Gemeinderat der Stadt Reichenberg gewählt und war in seiner Heimatstadt zudem von 1889 bis 1901 Vizebürgermeister. Er gehörte von 1885 bis 1910 dem Böhmischen Landtag an und war ab 1885 als Vertreter des Stadtwahlkreises Reichenberg Mitglied des Österreichischen Abgeordnetenhauses. Hierbei war er als Kandidat des Mittelstandes gegen das Industrie-Establishment seiner Heimatstadt angetreten. Nachdem er zuvor dem sozialreformerischen Flügel der „Deutschnationalen Vereinigung“ im Reichsrat angehört hatte, schloss er sich 1895 der neugegründeten Deutschen Volkspartei an und wurde in der Folge der Führer der Deutschen Volkspartei in Böhmen. Nachdem er im Jahr 1900 den Eintritt in das Kabinett Koerber abgelehnt hatte, war er zwischen 1900 und 1901 in Zeiten schwerer innenpolitischer Auseinandersetzungen als Vertreter der größten deutschen Partei Erster Vizepräsident des Abgeordnetenhauses. 1906 berief man ihn schließlich als Minister ohne Portefeuille in das Kabinett Beck, wo er als erster deutscher Landsmannminister für Böhmen bzw. nationaler Vertrauensmann der Deutschen in einem politisch neutralen Kabinett fungierte. 1907 demissionierte er aus parteipolitischen Gründen aus diesem Amt und räumte seinen Posten für den Agrarier Franz Peschka. Nach der Einführung der Reichsratswahlordnung 1907 trat er bei der Reichsratswahl 1907 im neugeschaffenen Wahlbezirk Böhmen 76 an, wo er sich bereits im ersten Wahlgang neuerlich durchsetzen konnte. Nachdem Peschka im Mai 1908 verstorben war, wurde Prade zum zweiten Mal in  das Kabinett Beck berufen, dem er bis zu dessen Sturz im November 1908 angehörte.
Prade vertrat im Nationalitätenkonflikt innerhalb der Habsburgermonarchie die Interessen der Deutschen in Böhmen und engagierte sich zudem in der Verbesserung der Sozialversicherung sowie der Sozialpolitik. Weitere Schwerpunkte seiner politischen Arbeit waren die Staatsfinanzen und das Budget. Prade war Gegner des allgemeinen Wahlrechts und arbeitete nach dessen Einführung an einer Vereinigung der deutschfreiheitlichen Parteien.

## Ehrungen
- Ehrenbürger von Reichenberg (1907)
- Dr. jur. h. c. der Universität Leipzig (1909)
- Ernennung zum Geheimen Rat